# Plumatella agilis
Espèce
Plumatella agilis est une espèce d'Ectoprocta d'eau douce de la famille des Plumatellidae,. Cet organisme est colonial, et se nourrit de petites particules alimentaires (planctoniques, bactéries, etc.) captées dans l'eau.

## Dénomination
- Son nom de genre (Plumatella) provient du fait que, vu de près, ses polypes donnent à une colonie dense un aspect « plumeux » ;
- Son nom d'espèce (agilis) évoque sa finesse.

## Identification taxonomique
L’espèce ne peut être identifiée facilement.
Les critères d’identification sont la taille et la forme des flottoblastes (statoblastes à anneau flottant) qui doivent être observés au microscope optique ou au microscope électronique.